# Drimia incerta
Drimia incerta là một loài thực vật có hoa trong họ Măng tây. Loài này được A.Chev. ex Hutch. mô tả khoa học đầu tiên năm 1939.